# العلاقات الباهاماسية الصربية
العلاقات الباهاماسية الصربية هي العلاقات الثنائية التي تجمع بين باهاماس وصربيا.

## مقارنة بين البلدين
هذه مقارنة عامة ومرجعية للدولتين:
| وجه المقارنة                                              | باهاماس      | صربيا                                                      |
| --------------------------------------------------------- | ------------ | ---------------------------------------------------------- |
| المساحة (كم2)                                             | 13.88 ألف    | 88.36 ألف                                                  |
| عدد السكان (نسمة)                                         | 395.36 ألف   | 7.02 مليون                                                 |
| الكثافة السكانية (ن./كم²)                                 | 28.48        | 79.45                                                      |
| العاصمة                                                   | ناساو        | بلغراد                                                     |
| اللغة الرسمية                                             | لغة إنجليزية | اللغة الصربية                                              |
| العملة                                                    | دولار بهامي  | دينار صربي                                                 |
| الناتج المحلي الإجمالي (بليون دولار)                      | 12.16 مليار  | 41.43 مليار                                                |
| الناتج المحلي الإجمالي (تعادل القوة الشرائية) بليون دولار | 8.92 مليار   | 100.13 مليار                                               |
| الناتج المحلي الإجمالي الاسمي للفرد دولار أمريكي          | 22.82 ألف    | 5.24 ألف                                                   |
| الناتج المحلي الإجمالي للفرد دولار أمريكي                 |              | 13.59 ألف                                                  |
| مؤشر التنمية البشرية                                      | 0.790        | 0.771                                                      |
| رمز المكالمات الدولي                                      | +1242        | +381                                                       |
| رمز الإنترنت                                              | .bs          | .rs، .срб ‏                                                 |
| المنطقة الزمنية                                           | 00           | توقيت وسط أوروبا، ت ع م+01:00، ت ع م+02:00، أوروبا/بلغراد ‏ |

## منظمات دولية مشتركة
يشترك البلدان في عضوية مجموعة من المنظمات الدولية، منها:
| علم المنظمة | اسم المنظمة                               | تاريخ انضمام باهاماس | تاريخ انضمام صربيا |
| ----------- | ----------------------------------------- | -------------------- | ------------------ |
|             | مؤسسة التنمية الدولية                     | 23 يونيو 2008        | 25 فبراير 1993     |
|             | يونسكو                                    | 23 أبريل 1981        | 20 ديسمبر 2000     |
|             | وكالة ضمان الاستثمار متعدد الأطراف        | 4 أكتوبر 1994        | 19 مارس 1993       |
|             | الأمم المتحدة                             | 18 سبتمبر 1973       | 1 نوفمبر 2000      |
|             | الفريق المعني برصد الأرض                  | ?                    | ?                  |
|             | الاتحاد البريدي العالمي                   | ?                    | ?                  |
|             | البنك الدولي للإنشاء والتعمير             | 21 أغسطس 1973        | 25 فبراير 1993     |
|             | الاتحاد الدولي للاتصالات                  | 19 أغسطس 1974        | 1 يونيو 2001       |
|             | منظمة حظر الأسلحة الكيميائية              | ?                    | ?                  |
|             | مؤسسة التمويل الدولية                     | 8 ديسمبر 1986        | 25 فبراير 1993     |
|             | المركز الدولي لتسوية المنازعات الاستشارية | 18 نوفمبر 1995       | 8 يونيو 2007       |
|             | منظمة الشرطة الجنائية الدولية             | ?                    | ?                  |

## وصلات خارجية
- موقع وزارة الخارجية الصربية